# Eilema plumbea
Eilema plumbea là một loài bướm đêm thuộc phân họ Arctiinae, họ Erebidae.